# 孙振田
孙振田（1964年9月—），四川资阳人。汉族。加入中国共产党。
曾任四川南骏汽车集团有限公司董事长、党委书记，四川现代汽车有限公司董事长。
2013年，当选第十二届全国人民代表大会四川地区代表。因涉嫌行贿犯罪，2015年7月22日，四川省第十二届人大常委会第十七次会议决定接受其辞去第十二届全国人民代表大会代表职务。